# كرافت فودز
شركة كرافت، أو مايعرف كرافت فودز (بالإنجليزية: Kraft Foods Inc.)‏، هي شركة غذائية مشهورة لإنتاج الأجبان في الولايات المتحدة والعالم، ويقع مقرها الرئيسي في مدينة نورثفيلد. إلينوي
كرافت فودز وشركة (بورصة نازداك: KFT) هي شركة أميركية تكتل متعددة الجنسيات تعمل في مجال الأغذية، الحلويات و المشروبات. [2] تسويق الشركة العديد من العلامات التجارية في أكثر من 170 دولة، 12 من علاماتها التجارية تكسب سنويا أكثر من مليار دولار في جميع أنحاء العالم: كادبوري، جاكوبس، كرافت، LU، ماكسويل هاوس، ميلكا، نابيسكو، أوريو، أوسكار ماير وفيلادلفيا وترايدنت، تانغ.[3] أربعون من علاماتها التجارية تبلغ ما لا يقل عن قرن من الزمان. [4]
ويقع المقر الرئيسي للشركة في نورثفيلد، إلينوي، إحدى ضواحي شيكاغو. [5] مقرها الأوروبي في Glattpark، Opfikon، سويسرا، بالقرب من زوريخ. [6]
كرافت هي شركة عامة مستقلة؛ كانت مدرجة في بورصة نيويورك للأوراق المالية، وأصبح من العناصر المكونة لمؤشر داو جونز الصناعي في 22 سبتمبر 2008، لتحل محل المجموعة الأمريكية الدولية [7] وفي أغسطس 2011، أعلنت الشركة خططا ل انقسم إلى بقالة الشمالية رجال الأعمال الأميركيين والشركة الأسرع نموا الوجبات الخفيفة العالمية. [8] تمت الموافقة على اسم Mondelēz انترناشيونال. [9] [10]
بدايات لكرافت
كرافت فودز المنتجات الاستهلاكية شعار: مستعملة على المنتجات ذات العلامات التجارية شركة كرافت
هاجر جيمس كرافت L. ولد في Stevensville، أونتاريو، كندا في عام 1874، إلى الولايات المتحدة في عام 1903 وبدأ العمل الجملة الجبن من الباب إلى الباب في شيكاغو؛ السنة الأولى من العمليات كان "كئيبة"، وفقدان 3,000 دولار أمريكي وعلى الحصان. ومع ذلك، اتخذت الشركة عقد وانضم كرافت من قبل إخوته الأربعة لتشكيل JL كرافت وشركة بروس في عام 1909. في وقت مبكر من عام 1911، وكانت التعميمات والإعلانات قيد الاستخدام من قبل الشركة.
في عام 1912، وتأسست الشركة في مدينة نيويورك، نيويورك، مقر للتحضير لتوسعها الدولي. وبحلول عام 1914، كانت تباع 31 نوعا من الجبن في جميع أنحاء الولايات المتحدة بسبب التوسع الثقيلة المنتجات، وتطوير التسويق من قبل، وفتح مصنع الجبن مملوكة بالكامل في ولاية ايلينوي. [2]
في عام 1915، كانت الشركة قد اخترع المبستر الجبن المطبوخ التي لم تكن في حاجة التبريد، مما يعطي حياة أطول الجرف من الجبن التقليدية. [2] كان على براءة اختراع في عام 1916 عملية وبيعت حوالي ستة ملايين جنيه من المنتج إلى الجيش الأمريكي ل حصص العسكرية خلال الحرب العالمية الأولى.
في عام 1916، بدأت الشركة الإعلان وطنية وقدمت أول عملية الاستحواذ شركة الكندي الجبن. [2]
في عام 1924، غيرت الشركة اسمها إلى شركة جبنة كرافت والمدرجة في بورصة شيكاغو. [2] وفي عام 1926، كانت مدرجة في بورصة نيويورك. ثم بدأت الشركة لتعزيز الألبان الولايات المتحدة الصناعة من خلال الاستحواذ، في منافسة مع الوطني وبوردن.